# Erin Chambers
Erin Chambers (Portland (Oregon), 24 september 1979) is een Amerikaanse actrice.

## Biografie
Chambers was tijdens de high school al actief in muziek en theater. Zij studeerde af met een bachelor of fine arts in theaterwetenschap en Engels aan de Brigham Young-universiteit in Provo (Utah).
Chambers begon in 1995 als stemactrice in de film Whisper of the Heart, waarna zij nog meerdere rollen speelde in films en televisieseries. Zij is vooral bekend van haar rol als Siobhan McKenna in de televisieserie General Hospital waar zij in 123 afleveringen speelde (2010-2011).
Chambers is in 2002 getrouwd.

## Filmografie

### Films
- 2018 The Amendment - als Nicole Clark
- 2017 Saturn Returns - als Sienna
- 2012 Nesting – als Katie
- 2011 Heaven’s Rain – als Nicole
- 2008 Murder 101: New Age – als Madison
- 2008 The Errand of Angels – als zuster Taylor
- 2007 Spellbound – als Barbara
- 2007 Alvin and the Chipmunks – als coördinator
- 2007 The Singles 2nd Ward – als Christine
- 2007 Heber Holiday – als Jodi
- 2007 Tears of a King – als Priscilla Presley
- 2006 Happy Feet – als stem
- 2001 Ricochet River – als Rhonda Rheinbeck
- 2000 Blast – als Nori
- 1999 Don't Look Under the Bed – als Frances Bacon McCausland
- 1999 The Subsitute 3: Winner Takes All – als Terri
- 1999 My Neighbors the Yamadas – als winkel klerk
- 1995 Free Willy 2: The Adventure Home – als vriendin van Julie
- 1995 Whisper of the Heart – als stem

### Televisieseries
Uitgezonderd eenmalige gastrollen.
- 2015 Finding Carter - als Hillary - 5 afl.
- 2013 Scandal – als Mara – 2 afl.
- 2013 The Young and the Restless – als Melanie Daniels – 19 afl.
- 2010-2011 General Hospital – als Siobhan McKenna – 123 afl.
- 2009 The Storm – als Carly Meyers – 2 afl.
- 2009 Medium – als Julie Snowden – 3 afl.
- 2004-2008 Days of our Lives – als Lacey Hansen – 4 afl.
- 2004 Stargate Atlantis – als Sora – 3 afl.

- Gemeinsame Normdatei: 1203601301
- Library of Congress Control Number: no2008149496
- Nationale Bibliotheek van Israël: 987007381706305171
- Virtual International Authority File: 228158005987702100009